# Albaniens U/17-fodboldlandshold
Albaniens U/-17 fodboldlandshold er Albaniens landshold for fodboldspillere, som er under 17 år. Landsholdet bliver administreret af Federata Shqiptare e Futbollit.